# San Francisco Seals
Il San Francisco Seals è una società calcistica statunitense fondata nel 1992. I Seals militano nella Premier Development League (PDL) e giocano gli incontri casalinghi di campionato al Negoesco Stadium, presso il campus dell'Università di San Francisco (California).

## Storia
Il San Francisco United Soccer Club (SFUSC) nacque nel 1985 come club calcistico giovanile, divenendo ben presto uno dei team più forti di tutta la California. Nel 1990 il SFUSC vinse il campionato californiano giovanile (California Youth Soccer Associations state championship). Negli anni, lo strapotere di club come il SFUSC o i San Diego Nomads convinse la California Youth Soccer Associations (CYSA) a varare sempre nuovi regolamenti per limitare i loro continui successi sul campo. Il SFUSC, dinanzi a questo atteggiamento della CYSA, decise di abbandonare il settore giovanile e di iscriversi alla U.S. Interregional Soccer League (USISL), oggi nota come United Soccer Leagues.
Nel 1992 il SFSCU formò la sua squadra per partecipare al campionato USISL: venne scelto il nome di San Francisco All-Blacks (il nome derivava dalla loro uniforme completamente nera). Nel 1994 la squadra cambiò il nome in San Francisco United e vinse la Pacific Conference (vincerà la Conference anche nel 1995 e nel 1997). Nel 1996 mutò ulteriormente la denominazione del club, che divenne ora noto come San Francisco Bay Seals. Nel 1997, i Bay Seals giunsero fino alle semifinali della US Open Cup, eliminando lungo il percorso due club di Major League Soccer (i Kansas City Wiz e i San Jose Clash) e i detentori del trofeo, i Seattle Sounders. Questa fantastica cavalcata fu interrotta a un passo dalla finale dal D.C. United, che s'impose sui californiani col punteggio di 2-1.
Nel 1998 i Seals si iscrissero alla A-League (l'attuale USL First Division), la lega calcistica più importante degli Stati Uniti dopo la Major League Soccer. In questo campionato il club di San Francisco si tolse ben poche soddisfazioni, mancando per due volte in tre anni l'accesso ai play-off. Nel 2000 il SFSCU vendette i Bay Seals a una nuova proprietà, che rinominò la squadra in Bay Area Seals. Ad ogni modo, i Bay Area Seals vennero sciolti alla fine di quello stesso anno.
Sei anni dopo, nel 2006, i primi proprietari del club rifondarono la squadra, iscrivendola alla PDL con il nome di San Francisco Seals. La stagione 2006, come del resto quella successiva, fu caratterizzata da risultati altalenanti, che non permisero ai Seals di qualificarsi per i playoff.

## Cronsitoria
| Anno | Nome della squadra              | Divisione | League               | Regular Season      | Playoff                        | Open Cup        |
| ---- | ------------------------------- | --------- | -------------------- | ------------------- | ------------------------------ | --------------- |
| 1992 | San Francisco All Blacks        | N/A       | USISL                | 3° Pacific          | Non qualificato                | Non entrato     |
| 1993 | San Francisco All Blacks        | N/A       | USISL                | 3° Pacific          | Finale di Divisione            | Non entrato     |
| 1994 | San Francisco United All Blacks | 3         | USISL                | 1° Pacific          | Semifinale di Divisione        | Non entrato     |
| 1995 | San Francisco United All Blacks | N/A       | USISL Premier League | 1° Pacific          | 3°                             | Non qualificato |
| 1996 | San Francisco Bay Seals         | 4         | USISL Premier League | 2° Western Northern | Finale                         | Non qualificato |
| 1997 | San Francisco Bay Seals         | 3         | USISL D-3 Pro League | 1° West             | Semifinale                     | Semifinale      |
| 1998 | San Francisco Bay Seals         | 2         | USISL A-League       | 6° Pacific          | Non qualificato                | Non qualificato |
| 1999 | San Francisco Bay Seals         | 2         | USL A-League         | 6° Pacific          | Non qualificato                | Non qualificato |
| 2000 | Bay Area Seals                  | 2         | USL A-League         | 5° Pacific          | Quarti di finale di Conference | 2º turno        |
| 2006 | San Francisco Seals             | 4         | USL PDL              | 4° Southwest        | Non qualificato                | Non qualificato |
| 2007 | San Francisco Seals             | 4         | USL PDL              | 6° Southwest        | Non qualificato                | Non qualificato |

## Palmarès

### Altri piazzamenti
- U.S. Open Cup:

Semifinalista: 1997